# Elecciones presidenciales de Perú de 1919
Durante las elecciones presidenciales de Perú de 1919 se realizaron el 18 de mayo de 1919. Gobernaba entonces el civilista José Pardo y Barreda en su segundo mandato, quien próximo a terminar su periodo, convocó a elecciones presidenciales, siendo una vez más Ántero Aspíllaga el candidato gobiernista. Augusto Leguía, que recién había retornado al Perú desde Londres, lanzó su candidatura y su campaña electoral apoyado por el Partido Constitucional y la Universidad Mayor de San Marcos.
Augusto Leguía terminó ganando las elecciones, siendo elegido con el 62% de los votos.
Augusto Leguía se presentó como abanderado de los anhelos juveniles por cambiar las estructuras del país. Su triunfo se vislumbraba, al no haber otro candidato más popular, pero su victoria no fue reconocida por el partido civilista y ante el peligro de que fueran anuladas las elecciones y que estas se trasladaran al Congreso el 4 de julio de 1919, Leguía dio un golpe de Estado, apoyado por la gendarmería. Asumió el poder como presidente provisorio y para permanecer en el poder disolvió el Congreso. El presidente saliente fue apresado a José Pardo y deportado a Europa.
El 12 de octubre de 1919. La Constitución Política del Perú de 1860 fue cambiada por la Constitución de 1920, promulgada el 18 de enero de ese año.

## Resultados
| Candidato                       | Agrupación política | Votos válidos | Porcentaje |
| ------------------------------- | ------------------- | ------------- | ---------- |
| Augusto B. Leguía               | Independiente       | 122 736       | 62,34      |
| Ántero Aspíllaga Barrera        | Partido Civil       | 64 936        | 32,98      |
| José Carlos Bernales            |                     | 6038          | 3,07       |
| Isaías de Piérola               | Partido Demócrata   | 3167          | 1,61       |
| Total                           | Total               | 196 877       | 100,00     |
| Fuentes: Tuesta, Marett, Arroyo |                     |               |            |